# Les Chansons interdites... et autres
Albums de Léo Ferré
Le Temps des roses rouges
(2000) De sac et de cordes
(2004)
Les Chansons interdites... et autres est un album posthume de Léo Ferré, composé de chansons enregistrées en 1961. Sorties pour la plupart de manière disparate sur divers super 45 tours et compilations, jamais rassemblées dans un album du vivant de l'artiste, ces titres sont publiés ensemble pour la première fois sur support CD en 2003.

## Autour de l'album
Le présent album rassemble tous les enregistrements studio de Léo Ferré durant l'année 1961 (hormis ceux consacrés à la poésie d'Aragon, faisant l'objet d'un album en bonne et due forme) : huit titres destinés à paraître sur un 33 tours 25 cm (*), jamais distribué pour cause d'auto-censure de la maison de disque, et huit titres parus plus tard sur deux super 45 tours, à quoi s'ajoutent deux titres destinés à un troisième super 45 tours jamais commercialisé (pistes 17 et 18).
Quatre titres parmi les huit chansons censurées (Les Rupins, Miss guéguerre, Thank you Satan, Les Quat' cents coups) seront « repêchés » sur un super 45 tours intitulé Les Chansons interdites de Léo Ferré, dont le présent album reprend le titre et la pochette.
La chanson L'Amour ne doit pas être confondue avec celle au titre identique qui figure sur le disque Le Guinche. Ce sont deux textes et deux musiques totalement différentes. Par convention, on les nomme suivie de leur date d'enregistrement : « L'Amour (1955) » et « L'Amour (1961) ».

## Titres
- Textes et musiques sont de Léo Ferré, sauf indication contraire.
- Les titres marqués d'un * faisaient partie d'un album 33 tours 25 cm, pressé puis pilonné.
- Les titres marqués d'un £ sont interprétés sur scène par l'artiste dans l'album Récital Léo Ferré à l'Alhambra.

| No  | Titre                                                 | Durée |
| --- | ----------------------------------------------------- | ----- |
| 1.  | Miss guéguerre (*)                                    | 3:37  |
| 2.  | Les Rupins (*)                                        | 3:05  |
| 3.  | Thank you Satan (*/£)                                 | 4:48  |
| 4.  | Les Quat' cents coups (*)                             | 4:18  |
| 5.  | Pacific blues (*)                                     | 4:13  |
| 6.  | Regardez-les (*) (texte : Léo Ferré & Francis Claude) | 2:43  |
| 7.  | Mon général (*)                                       | 4:36  |
| 8.  | La Gueuse (*/£)                                       | 3:36  |
| 9.  | Les Femmes (£)                                        | 2:39  |
| 10. | Ta parole (£)                                         | 2:54  |
| 11. | Les Parisiens (£)                                     | 2:46  |
| 12. | L'Amour (1961)(£)                                     | 2:57  |
| 13. | Vingt ans (£)                                         | 2:28  |
| 14. | Nous deux (£) (texte : Jean-Roger Caussimon)          | 4:03  |
| 15. | Les Temps difficiles (£) (1re version studio)         | 3:42  |
| 16. | Les Chéris (£)                                        | 3:14  |
| 17. | Chanson mécanisée (£)                                 | 3:15  |
| 18. | Le Vent (£)                                           | 3:24  |

L'édition 2020 de ce corpus propose un ordre légèrement différent sous le nouveau titre Vingt ans (au sein du coffret L'Âge d'or intégrale 1960-1967). Cette nouvelle édition ajoute trois titres (initialement publiés pour la première fois dans le coffret L'Indigné, en 2013) :
| No  | Titre                                                               | Durée |
| --- | ------------------------------------------------------------------- | ----- |
| 19. | Y en a marre (£)                                                    | 4:34  |
| 20. | Chanson pour elle (£)                                               | 2:38  |
| 21. | Nous deux (version alternative 1965) (texte : Jean-Roger Caussimon) | 4:10  |

### Édition canadienne de 1961
En 1961 parait au Canada un 33 tours 30cm intitulé Les Chansons interdites mais son contenu diffère.
En sus des 4 titres du super 45 tours sorti en France sous ce titre, ce disque propose 6 chansons extraites de l'album Paname. Les chansons Paname, Jolie môme et Comme à Ostende y sont proposées dans leur version monophonique originale de 1960 (ces chansons ont été enregistrées en mono et en stéréo par Léo Ferré. Les versions mono sont parues en 1960 sur l'album Paname, les versions stéréo sont parues en 1965 sur le disque Léo Ferré chante en multiphonie stéréo. Ce sont ces dernières versions qui sont depuis systématiquement incluses dans les intégrales Barclay. L'album canadien permet présentement de les découvrir en version originale).
- 1961 : Les Chansons interdites de Léo FerréCouplage de la réédition CD de 2015, qui propose une version originale mono de Vingt ans (1961), totalement inédite en CD[1].

1. Les Rupins
2. Paname (version mono)
3. Thank you Satan
4. Jolie môme (version mono)
5. Si tu t’en vas
6. Miss Guéguerre
7. Merde à Vauban
8. Quand c’est fini, ça recommence
9. Les Quat' cents coups
10. Comme à Ostende  (version mono)
11. Les Poètes (bonus)
12. La Maffia (bonus)
13. Sonorama, mars 1961 (bonus)
14. Sonorama, avril 1961 (bonus)
15. Sonorama, janvier 1962 (bonus)
16. Vingt ans (version mono - bonus)

## Production
- Arrangements et direction musicale : Jean-Michel Defaye[N 2]
- Prise de son : Gerhard Lehner
- Production exécutive : Jean Fernandez
- Crédits visuels : Roland Carré